# ミゲル・サポチニク
ミゲル・ローゼンバーグ＝サポチニク（Miguel Rosenberg-Sapochnik）は、イギリスの監督、ストーリーボードアーティストである。フィーチャー映画『レポゼッション・メン』やアメリカ合衆国のテレビシリーズのエピソードの監督で知られる。

## キャリア
1990年代はストーリーボードアーティストとして活動し、ダニー・ボイル監督の『トレインスポッティング』（1996年）やアラン・リックマン監督の『ウィンター・ゲスト』（1997年）にクレジットされた。
2000年に短編映画『The Dreamer』の監督・脚本を務める。またルイーズのミュージックビデオ「Beautiful Inside」を監督した。
2010年にジュード・ロウ、フォレスト・ウィテカー出演の映画『レポゼッション・メン』で長編映画監督デビューした。
2011年以降はアメリカ合衆国のテレビシリーズ『Dr.HOUSE』、『FRINGE/フリンジ』、『アウェイク 〜引き裂かれた現実』、『ゲーム・オブ・スローンズ』などのエピソードを監督した。

## 主な監督作品

### 映画
- The Dreamer (2000) 短編、兼脚本
- レポゼッション・メン Repo Men (2010) 兼製作総指揮
- フィンチ Finch (2021) 兼製作総指揮

### テレビシリーズ
| 年        | 作品                                           | 担当エピソード                        | 備考                                                                            |
| --------- | ---------------------------------------------- | ------------------------------------- | ------------------------------------------------------------------------------- |
| 2011-2012 | Dr.HOUSE House M.D.                            | 第7シーズン第9話「救出劇」            |                                                                                 |
| 2011-2012 | Dr.HOUSE House M.D.                            | 第7シーズン第11話「秘密の診断         |                                                                                 |
| 2011-2012 | Dr.HOUSE House M.D.                            | 第7シーズン第22話「時間外診療         |                                                                                 |
| 2011-2012 | Dr.HOUSE House M.D.                            | 第8シーズン第7話「Dead & Buried」     |                                                                                 |
| 2011-2012 | Dr.HOUSE House M.D.                            | 第8シーズン第16話「Gut Check」        |                                                                                 |
| 2011-2012 | Dr.HOUSE House M.D.                            | 第8シーズン第21話「Holding On」       |                                                                                 |
| 2011-2012 | FRINGE/フリンジ Fringe                         | 第4シーズン第3話「共感」              |                                                                                 |
| 2011-2012 | FRINGE/フリンジ Fringe                         | 第5シーズン第1話「2036年」            | ヤノット・シュワルツと共同監督                                                  |
| 2012      | アウェイク 〜引き裂かれた現実 Awake            | 第1シーズン第13話「衝撃の結末」       |                                                                                 |
| 2012      | フォーリング スカイズ Falling Skies            | 第2シーズン第4話「予期せぬ再会」      |                                                                                 |
| 2013      | レボリューション Revolution                    | 第1シーズン第12話「偽りの人生」       |                                                                                 |
| 2013      | アンダー・ザ・ドーム Under the Dome            | 第1シーズン第7話「Imperfect Circles」 |                                                                                 |
| 2013      | バンシー Banshee                               | 第1シーズン第9話「永遠のカウボーイ」  |                                                                                 |
| 2013      | バンシー Banshee                               | 第1シーズン第10話「狂気のミックス」   |                                                                                 |
| 2015      | ゲーム・オブ・スローンズ Game of Thrones       | 第5シーズン第7,8話                    |                                                                                 |
| 2016      | ゲーム・オブ・スローンズ Game of Thrones       | 第6シーズン第9,10話                   | 第9話「落とし子の戦い」でプライムタイム・エミー賞監督賞ドラマシリーズ部門を受賞 |
| 2018      | オルタード・カーボン Altered Carbon            | 第1シーズン第1話                      | Netflixオリジナルドラマ                                                         |
| 2019      | ゲーム・オブ・スローンズ Game of Thrones       | 第8シーズン第3,5話                    |                                                                                 |
| 2022      | ハウス・オブ・ザ・ドラゴン House of the Dragon | 第1シーズン第1、6, 7話                | ショーランナーも兼ねる                                                          |